# LGM-25C Titan II

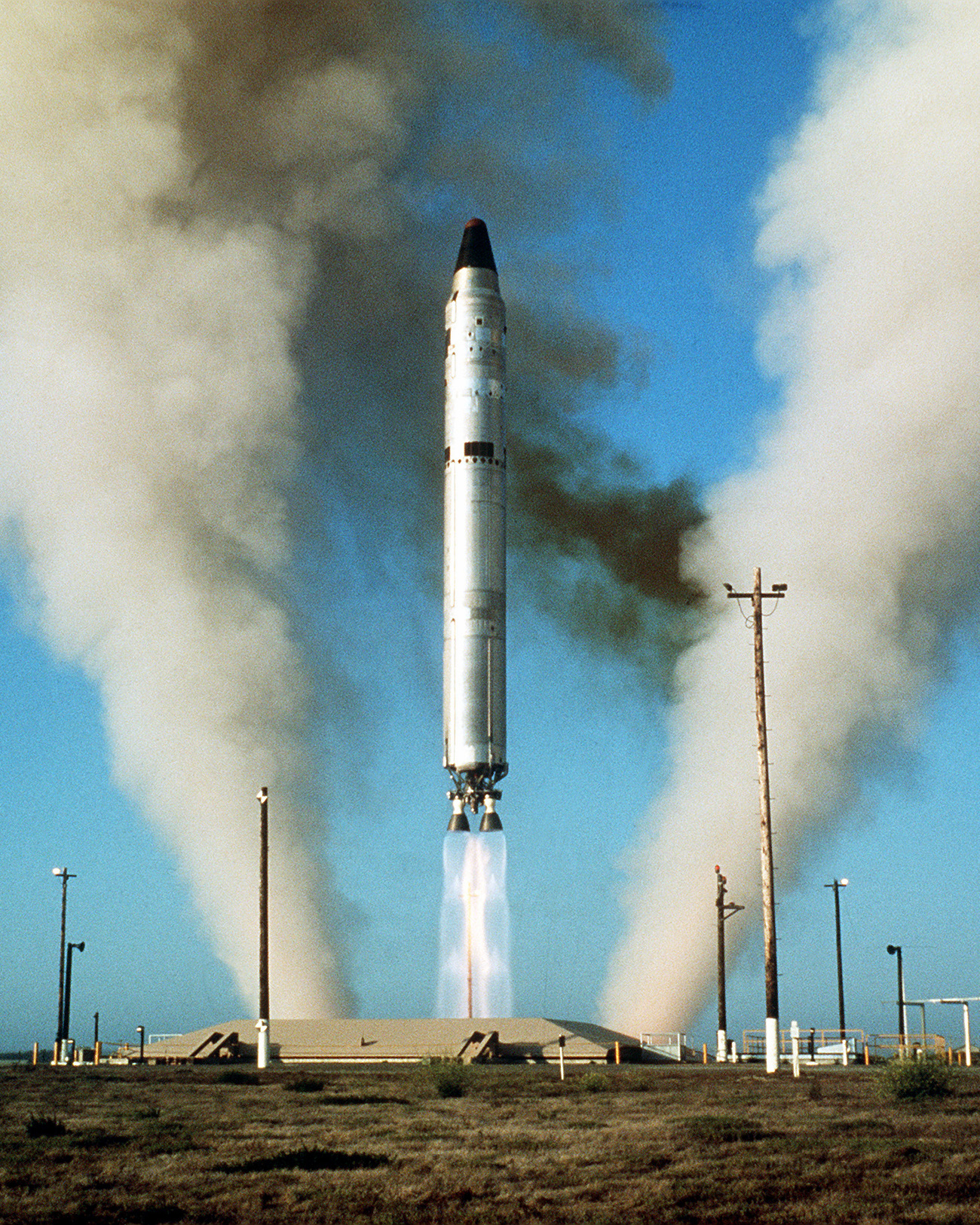
Um míssil LGM-25C Titan II sendo lançado.

O LGM-25C Titan II foi um ICBM de fabricação norte-americana. Esta foi a segunda versão do míssil SM-68 Titan, fabricado pela Glenn L. Martin Company, foi uma evolução direta do Titan I.
Esse modelo, alterou o opção de combustível usada nos foguetes da família Titan, passando a usar a combinação de Aerozine 50 e NTO como propelentes, e esteve operacional entre 1963 e 1987.
Doze foguetes Titan II, foram usados como veículo de lançamento descartável, no Projeto Gemini.